# Åsne Seierstad

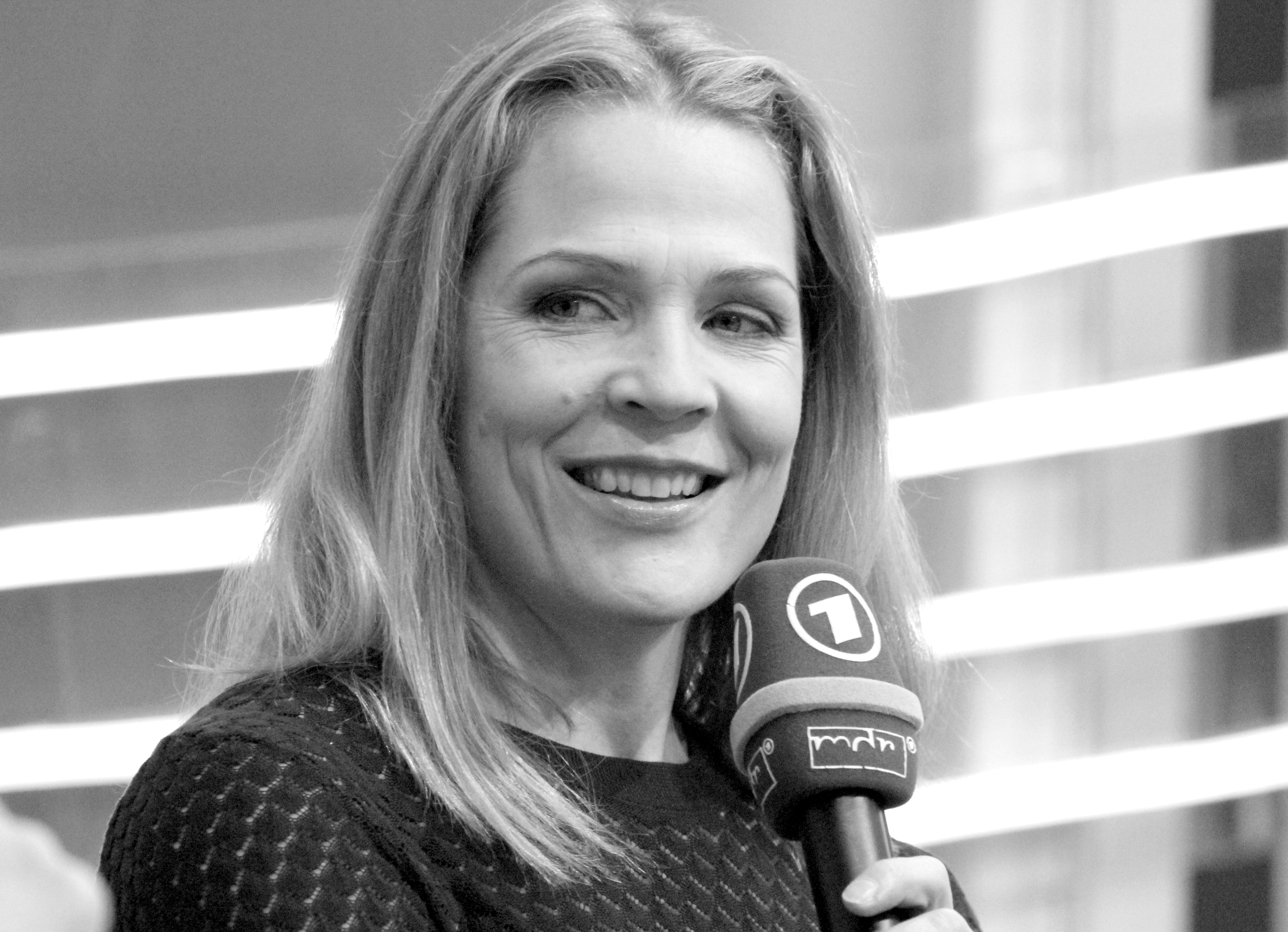
Åsne Seierstad auf der Leipziger Buchmesse 2018

Åsne Seierstad (* 10. Februar 1970 in Oslo; alternative Schreibweise Aasne Seierstad) ist eine norwegische Schriftstellerin und Journalistin.

## Leben
Åsne Guldahl Seierstad wurde in Oslo geboren und wuchs in Lillehammer mit einem Bruder und einer Schwester auf. Sie studierte in Oslo Russisch, Spanisch und Ideengeschichte. Das Studium schloss sie mit dem Cand.mag. ab. 
Sie war zunächst für die Zeitung Arbeiderbladet tätig. Von 1993 bis 1996 berichtete sie als Auslandskorrespondentin aus Russland und 1997 aus China. Von 1998 bis 2003 arbeitete sie für Dagsrevyen im norwegischen Fernsehen NRK als Kriegsreporterin in Konfliktregionen, darunter in Serbien, Kosovo, Afghanistan, Irak und Tschetschenien. Auch das schwedische Fernsehen sendete Seierstads Berichte. 
Ihre Bücher wurden in mehrere Sprachen übersetzt. Ihr Buch Zwei Schwestern. Im Bann des Dschihad (2017) rekonstruiert, wie Leila und Ayan, zwei norwegische Schwestern somalischer Herkunft, zu Anhängerinnen des IS wurden und in den Krieg nach Syrien reisten.
Seierstad hat zwei Kinder mit dem Jazzmusiker Trygve Seim.

## Kontroverse um „Der Buchhändler aus Kabul. Eine Familiengeschichte“
Seierstad schrieb über ihren Aufenthalt bei einer afghanischen Buchhändlerfamilie. „Als westliche Frau konnte ich mich sowohl bei den Frauen als auch bei den Männern aufhalten. Wäre ich ein Mann gewesen, dann hätte ich nie bei der Familie wohnen können, so nahe bei Sultans Frauen, ohne dass darüber geredet worden wäre.“ Das Buch wurde in viele Sprachen übersetzt.
Die zweite Frau des Buchhändlers verklagte sie bei einem norwegischen Gericht, und ihr wurden 2010 in erster Instanz 250.000 norwegische Kronen zugesprochen, weil einige ihrer Zitate nicht korrekt wiedergegeben wurden und in unzulässiger Weise in ihre Privatsphäre eingedrungen worden sei. Unter anderem waren in einer Szene die Genitalien einer Frau beim Hammambesuch beschrieben worden. Der Buchhändler beklagte, seine Familie sei herabgewürdigt worden und Familienmitglieder, deren Sexualleben Seierstad beschrieben hatte, hätten wegen Anfeindungen in Afghanistan nach Pakistan oder Kanada auswandern müssen. In zweiter Instanz wurde Seierstad freigesprochen.

## Auszeichnungen (Auswahl)

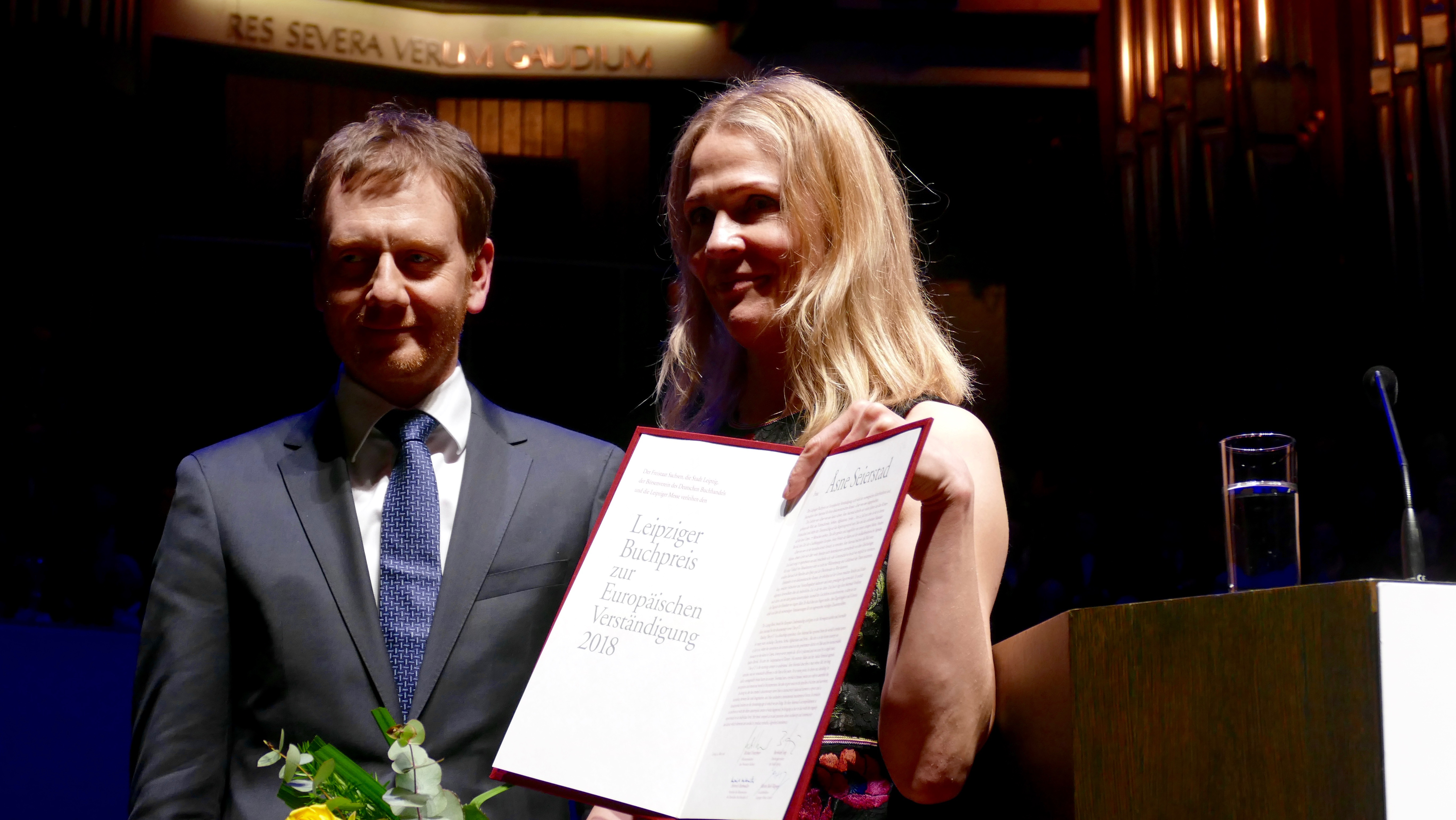
Åsne Seierstad erhält den Leipziger Buchpreis zur Europäischen Verständigung 2018

Seierstad erhielt mehrere Journalistenpreise, so 1999 „Gullruten“, 2001 „Fritt Ords honnør“, 2002 „Årets frilanser“ und den „Bokhandlerprisen“ für Bokhandleren i Kabul, 2003 „Den store journalistprisen“ und „Årets Peer Gynt“, 2004 EMMA (Ethnic Multicultural Media Award) und „Prix de Libraires“. Für ihr Buch Zwei Schwestern erhielt sie den renommierten Brageprisen. 2018 wurde Seierstad mit dem Leipziger Buchpreis zur Europäischen Verständigung für Einer von uns. Die Geschichte eines Massenmörders ausgezeichnet. Darin blickt Seierstad auf die Hintergründe der 2011 von Anders Behring Breivik begangenen Anschläge in Norwegen mit 77 Toten.

## Werke (auf Deutsch)
- Mit dem Rücken zur Welt. Titos Erben zwischen Hoffnung und Verzweiflung (aus dem Norwegischen von Edelgard Rora und Ekkehard Boesche). Merlin, Gifkendorf 2001, ISBN 3-87536-221-7.
- Der Buchhändler aus Kabul. Eine Familiengeschichte (aus dem Norwegischen von Holger Wolandt). Claassen, München 2002; List, Berlin 2004, ISBN 3-548-60430-7.[8]
- Tagebuch aus Bagdad. Alltag zwischen Angst und Hoffnung (aus dem Norwegischen von Holger Wolandt). Claassen, München 2003; List, Berlin 2004, ISBN 3-548-60504-4.
- Der Engel von Grosny. Tschetschenien und seine Kinder (aus dem Norwegischen von Lothar Schneider). S. Fischer, Frankfurt am Main 2009, ISBN 978-3-10-072524-0.
- Einer von uns. Die Geschichte eines Massenmörders (aus dem Norwegischen und Englischen von Frank Zuber und Nora Pröfrock). Kein & Aber, Zürich/Berlin 2016, ISBN 978-3-0369-5740-1. [über Anders Breivik]
- Zwei Schwestern. Im Bann des Dschihad (aus dem Norwegischen von Nora Pröfrock). Kein & Aber, Zürich/Berlin 2017, ISBN 978-3-0369-5774-6.[9]
- Land der vielen Wahrheiten: Drei Leben in Afghanistan, Kein & Aber, Zürich/Berlin 2023, ISBN 978-3036950204.